# 郑惕
郑惕（1923年—2002年），山东临沂人，中国人民解放军将领、中国人民解放军中将。
1988年，授予中国人民解放军中将，曾任第二炮兵副司令员。